# Ізіньї-сюр-Мер
Ізіньї́-сюр-Мер (фр. Isigny-sur-Mer) — муніципалітет у Франції, у регіоні Нормандія, департамент Кальвадос. Населення — 3570 осіб (01.01.2021).
Муніципалітет розташований на відстані близько 260 км на захід від Парижа, 60 км на захід від Кана.

## Історія
До 2015 року муніципалітет перебував у складі регіону Нижня Нормандія. Від 1 січня 2016 року належить до нового об'єднаного регіону Нормандія.
1 січня 2017 року до Ізіньї-сюр-Мер приєднали колишні муніципалітети Кастії, Неї-ла-Форе, Лез-Убо і Вуї.

## Демографія
Динаміка населення (EHESS і Insee ):
Розподіл населення за віком та статтю (2006):
| Стать | Всього | До 15 років | 15-24 | 25-44 | 45-64 | 65-85 | Понад 85 |
| --- | ------ | ----------- | ----- | ----- | ----- | ----- | -------- |
| Чоловіки | 1242   | 201         | 140   | 299   | 334   | 240   | 28       |
| Жінки | 1519   | 240         | 154   | 299   | 320   | 440   | 66       |
| \| Статево-вікова піраміда \| Статево-вікова піраміда \| Статево-вікова піраміда \| \| ----------------------- \| ----------------------- \| ----------------------- \| \| Чоловіки \| Вік \| Жінки \| \| 28 \| 85 + \| 66 \| \| 49 \| 80-84 \| 123 \| \| 41 \| 75-79 \| 95 \| \| 77 \| 70-74 \| 128 \| \| 73 \| 65-69 \| 94 \| \| 73 \| 60-64 \| 94 \| \| 126 \| 55-59 \| 97 \| \| 60 \| 50-54 \| 49 \| \| 75 \| 45-49 \| 80 \| \| 118 \| 40-44 \| 102 \| \| 56 \| 35-39 \| 55 \| \| 62 \| 30-34 \| 63 \| \| 63 \| 25-29 \| 79 \| \| 63 \| 20-24 \| 56 \| \| 77 \| 15-20 \| 98 \| \| 53 \| 10-14 \| 93 \| \| 51 \| 5-9 \| 42 \| \| 97 \| 0-4 \| 105 \| |        |             |       |       |       |       |          |
| Статево-вікова піраміда |        |             |       |       |       |       |          |
| Чоловіки | Вік    | Жінки       |       |       |       |       |          |
| 28 | 85 +   | 66          |       |       |       |       |          |
| 49 | 80-84  | 123         |       |       |       |       |          |
| 41 | 75-79  | 95          |       |       |       |       |          |
| 77 | 70-74  | 128         |       |       |       |       |          |
| 73 | 65-69  | 94          |       |       |       |       |          |
| 73 | 60-64  | 94          |       |       |       |       |          |
| 126 | 55-59  | 97          |       |       |       |       |          |
| 60 | 50-54  | 49          |       |       |       |       |          |
| 75 | 45-49  | 80          |       |       |       |       |          |
| 118 | 40-44  | 102         |       |       |       |       |          |
| 56 | 35-39  | 55          |       |       |       |       |          |
| 62 | 30-34  | 63          |       |       |       |       |          |
| 63 | 25-29  | 79          |       |       |       |       |          |
| 63 | 20-24  | 56          |       |       |       |       |          |
| 77 | 15-20  | 98          |       |       |       |       |          |
| 53 | 10-14  | 93          |       |       |       |       |          |
| 51 | 5-9    | 42          |       |       |       |       |          |
| 97 | 0-4    | 105         |       |       |       |       |          |

## Економіка
2010 року серед 1595 осіб працездатного віку (15—64 років) 1097 були активними, 498 — неактивними (показник активності 68,8%, у 1999 році було 64,8%). З 1097 активних мешканців працювало 937 осіб (537 чоловіків та 400 жінок), безробітними було 160 (77 чоловіків та 83 жінки). Серед 498 неактивних 112 осіб було учнями чи студентами, 183 — пенсіонерами, 203 були неактивними з інших причин.

У 2010 році в муніципалітеті числилось 1304 оподатковані домогосподарства, у яких проживали 2772,5 особи, медіана доходів виносила 14 908 євро на одного особоспоживача